# Danh sách đảo Việt Nam
Đây là trang liệt kê danh sách đảo ở biển Việt Nam. Biên tập dựa theo Bản đồ tỷ lệ 1:50.000 có đối chiếu với các văn bản hành chính hiện có vào tháng 8/2020.
Thống kê của Lê Đức An (1996) cho ra có 2.773 đảo ven bờ với tổng diện tích là 1.720,8754 km² và phân bố chủ yếu ở ven bờ biển vùng Đông Bắc (2.321 đảo). Trong khi đó, quần đảo Hoàng Sa và Trường Sa là hai quần đảo xa bờ. Theo thống kê sơ bộ của Lê Đức An (1999), hai quần đảo này có 41 đảo (đảo san hô/cồn san hô) nhưng có 331 rạn san hô và 16 bãi ngầm.
Danh sách này không gồm các cù lao sông và cửa sông, đảo trong các hồ thủy điện thủy lợi, và các đảo biển không rõ tên. Tuy nhiên Danh sách vẫn để lại tên các đảo được biên tập trước 1/8/2020, có thể là tên mới đặt, nhưng không có tư liệu để xác định vị trí trên bản đồ và trên Google Maps.
Mặt khác việc biên tập hành chính dựa theo các thông tin bản đồ hiện có, và có thể khác với thực tế quản lý ở địa phương, đặc biệt là ở nơi còn có tranh cãi về ranh giới hành chính, ví dụ giữa Quảng Ninh và Hải Phòng. Bài viết này không chịu trách nhiệm về những vấn đề pháp lý nảy sinh do các tranh cãi nói trên.
Để tránh quá tải trang web này, các tỉnh hoặc vùng có nhiều đảo thì chỉ nêu đảo lớn, còn danh sách toàn bộ đảo được tách thành trang riêng là: 
1. Danh sách đảo tỉnh Quảng Ninh,
2. Danh sách đảo thành phố Hải Phòng,
3. Danh sách đảo Nam Bộ.

## Vịnh Bắc Bộ

### Quảng Ninh
- Bãi Lục Lầm 21°32′25″B 108°01′45″Đ / 21,54039°B 108,02923°Đ
- Đảo Vĩnh Thực 21°22′24″B 107°54′49″Đ / 21,37337°B 107,91352°Đ
- Đảo Miều 21°22′00″B 107°45′16″Đ / 21,36655°B 107,75441°Đ
- Đảo Cái Chiên 21°19′45″B 107°46′05″Đ / 21,32924°B 107,76803°Đ
- Đảo Thoi Xanh 21°17′32″B 107°46′02″Đ / 21,29219°B 107,76712°Đ
- Đảo Vạn Mực 21°17′12″B 107°40′31″Đ / 21,28674°B 107,67523°Đ
- Đảo Vạn Nước 21°16′39″B 107°39′33″Đ / 21,27739°B 107,65914°Đ
- Đảo Gội 21°17′02″B 107°31′06″Đ / 21,28396°B 107,51839°Đ
- Đảo Sú Một 21°17′01″B 107°30′20″Đ / 21,28363°B 107,50543°Đ
- Đảo Vạn Vược (Ba Núi) 21°14′44″B 107°36′59″Đ / 21,24565°B 107,61638°Đ
- Đảo Ba Mùn (Cao Lô) 21°04′05″B 107°35′56″Đ / 21,06813°B 107,59895°Đ
- Đảo Cái Bầu 21°09′53″B 107°29′35″Đ / 21,16485°B 107,49319°Đ
- Đảo Cái Lim 21°05′58″B 107°33′14″Đ / 21,09945°B 107,55378°Đ
- Đảo Cảnh Cước (Quan Lạn) 20°54′10″B 107°31′05″Đ / 20,90284°B 107,518°Đ
- Đảo Cặp Tiên 21°03′34″B 107°33′12″Đ / 21,05933°B 107,5534°Đ
- Đảo Cặp Tiên Ngoài 21°02′11″B 107°22′21″Đ / 21,0364°B 107,37252°Đ
- Đảo Cặp Tiên Trong 21°02′46″B 107°22′29″Đ / 21,04621°B 107,3748°Đ
- Đảo Chàng Ngọ 21°07′42″B 107°33′55″Đ / 21,12825°B 107,56535°Đ
- Đảo Cống Đông 20°53′59″B 107°18′48″Đ / 20,89969°B 107,31341°Đ
- Đảo Cống Nứa 20°57′34″B 107°28′08″Đ / 20,95936°B 107,46876°Đ
- Đảo Cống Tây 20°53′30″B 107°18′20″Đ / 20,89165°B 107,30564°Đ
- Đảo Đá Trắng 21°05′32″B 107°27′32″Đ / 21,09214°B 107,45896°Đ
- Đảo Đầu Nam 21°01′00″B 107°28′10″Đ / 21,01673°B 107,4694°Đ
- Đảo Đống Chén 20°56′23″B 107°25′35″Đ / 20,93963°B 107,42639°Đ
- Đảo Đông Ma 21°08′54″B 107°34′59″Đ / 21,14828°B 107,58295°Đ
- Đảo Giàn Mướp 20°50′15″B 107°21′32″Đ / 20,83755°B 107,35894°Đ
- Đảo Hạ Mai 20°43′32″B 107°27′34″Đ / 20,72564°B 107,45952°Đ
- Đảo Lão Vọng 21°03′16″B 107°31′07″Đ / 21,0544°B 107,51861°Đ
- Đảo Lồ Con 20°53′34″B 107°20′43″Đ / 20,89287°B 107,34536°Đ
- Đảo Mang 20°54′07″B 107°30′00″Đ / 20,90189°B 107,50003°Đ
- Đảo Muy Tin 21°12′10″B 107°25′33″Đ / 21,20279°B 107,42592°Đ
- Đảo Nam Hải 21°00′23″B 107°26′07″Đ / 21,00627°B 107,4353°Đ
- Đảo Nất Đất 20°45′08″B 107°23′33″Đ / 20,75213°B 107,39259°Đ
- Đảo Ngọc Vừng 20°49′07″B 107°22′02″Đ / 20,81867°B 107,36716°Đ
- Đảo Phượng Hoàng 20°47′35″B 107°24′40″Đ / 20,79302°B 107,41108°Đ
- Đảo Sậu Nam 21°10′42″B 107°39′54″Đ / 21,17822°B 107,66491°Đ
- Đảo Tàn Hoi 21°01′13″B 107°26′35″Đ / 21,02018°B 107,44319°Đ
- Đảo Thẻ Vàng 20°56′12″B 107°21′21″Đ / 20,93673°B 107,35583°Đ
- Đảo Thượng Mai 20°45′50″B 107°28′54″Đ / 20,76388°B 107,4816°Đ
- Đảo Trà Bản 20°57′43″B 107°30′20″Đ / 20,962°B 107,50549°Đ
- Đảo Vạn Cảnh 20°52′36″B 107°21′32″Đ / 20,87667°B 107,35902°Đ
- Đảo Vân Đồn 20°51′04″B 107°24′48″Đ / 20,85115°B 107,41344°Đ
- Đảo Vạn Đuối 20°55′14″B 107°19′49″Đ / 20,92064°B 107,33021°Đ
- Đảo Cái Mắt 21°16′22″B 107°26′03″Đ / 21,27271°B 107,43426°Đ
- Đảo Đồng Rui 21°13′35″B 107°23′49″Đ / 21,22634°B 107,3969°Đ
- Đảo Hà Loan 21°09′12″B 107°23′56″Đ / 21,1532°B 107,39886°Đ
- Đảo Đầu Bê 20°45′12″B 107°08′10″Đ / 20,75339°B 107,13611°Đ
- Đảo Đầu Gỗ 20°54′23″B 107°01′13″Đ / 20,90645°B 107,02034°Đ
- Đảo Bồ Hòn 20°50′23″B 107°06′02″Đ / 20,83971°B 107,10056°Đ
- Đảo Cống Đỏ 20°52′37″B 107°11′56″Đ / 20,87706°B 107,19883°Đ
- Đảo Hang Trai 20°47′14″B 107°07′22″Đ / 20,7873°B 107,12273°Đ
- Đảo Lõm Bò 20°50′05″B 107°04′46″Đ / 20,83476°B 107,07944°Đ
- Đảo Tùng Lâm 20°52′23″B 107°00′36″Đ / 20,87315°B 107,01007°Đ
- Đảo Tuần Châu 20°55′45″B 106°59′21″Đ / 20,9291°B 106,98915°Đ
- Đảo Vạn Giò 20°50′25″B 107°16′44″Đ / 20,84035°B 107,27901°Đ
- Hòn Rều 20°59′06″B 107°18′41″Đ / 20,98504°B 107,31148°Đ
- Hòn Rều Đất 20°58′52″B 107°19′13″Đ / 20,98116°B 107,32018°Đ

### Hải Phòng
- Đảo Bạch Long Vĩ 20°07′44″B 107°43′45″Đ / 20,12895°B 107,72924°Đ
- Hòn Dáu 20°40′02″B 106°48′59″Đ / 20,66713°B 106,8165°Đ
- Cồn Hoa 20°40′54″B 106°48′35″Đ / 20,68156°B 106,8096°Đ
- Cồn Mục 20°39′05″B 106°44′44″Đ / 20,65142°B 106,74549°Đ
- Quần đảo Cát Bà 20°47′37″B 107°00′30″Đ / 20,79361°B 107,00839°Đ
  - Đảo Quả Muỗm 20°51′21″B 106°53′20″Đ / 20,85593°B 106,88891°Đ
  - Đảo Quả Xoài 20°51′06″B 106°54′51″Đ / 20,85161°B 106,9141°Đ
- Quần đảo Long Châu 20°37′22″B 107°09′30″Đ / 20,6229°B 107,15824°Đ
  - Đảo Long Châu Đông 20°36′57″B 107°12′18″Đ / 20,61584°B 107,2051°Đ
  - Hòn Long Châu Bắc 20°39′04″B 107°07′58″Đ / 20,65118°B 107,1327°Đ
  - Hòn Long Châu Nam 20°37′00″B 107°10′07″Đ / 20,61669°B 107,16867°Đ
  - Hòn Long Châu Tây 20°36′59″B 107°07′50″Đ / 20,61634°B 107,13064°Đ

### Thái Bình
- Cồn Đen 20°28′59″B 106°36′17″Đ / 20,48307°B 106,60476°Đ
- Cồn Vành 20°16′30″B 106°36′03″Đ / 20,27513°B 106,60081°Đ
- Cồn Thủ 20°26′50″B 106°37′29″Đ / 20,447131°B 106,62471°Đ

### Nam Định
- Cồn Ngạn 20°13′01″B 106°35′43″Đ / 20,217047°B 106,595255°Đ
- Cồn Lu 20°12′17″B 106°32′58″Đ / 20,20485°B 106,549336°Đ
- Cồn Mờ (Nam Định) 20°11′38″B 106°33′24″Đ / 20,193814°B 106,556803°Đ
- Cồn Xanh

### Ninh Bình
- Cồn Mờ (Ninh Bình) 19°54′58″B 106°08′01″Đ / 19,916062°B 106,133738°Đ
- Cồn Trời 19°53′48″B 106°06′48″Đ / 19,89662°B 106,113327°Đ
- Cồn Nổi 19°52′08″B 106°04′11″Đ / 19,868989°B 106,069757°Đ

### Thanh Hóa
1. Đảo Biện Sơn 19°19′17″B 105°49′12″Đ / 19,32151°B 105,82003°Đ
2. Hòn Nẹ 19°54′45″B 106°00′30″Đ / 19,91257°B 106,00835°Đ
3. Hòn Mê 19°22′20″B 105°55′37″Đ / 19,37228°B 105,92696°Đ
4. Hòn Vàng 19°22′05″B 105°54′31″Đ / 19,36795°B 105,90859°Đ
5. Hòn Vát 19°22′00″B 105°54′42″Đ / 19,36654°B 105,91172°Đ
6. Hòn Bảng 19°21′26″B 105°52′25″Đ / 19,35733°B 105,87368°Đ
7. Hòn Hộp 19°21′10″B 105°52′40″Đ / 19,35287°B 105,87779°Đ
8. Hòn Đót 19°21′07″B 105°55′56″Đ / 19,3519°B 105,93229°Đ
9. Hòn Miêng 19°20′40″B 105°54′03″Đ / 19,3444°B 105,9009°Đ
10. Hòn Sô 19°20′05″B 105°53′23″Đ / 19,33485°B 105,88976°Đ
11. Hòn Sập 19°19′29″B 105°53′52″Đ / 19,32464°B 105,89786°Đ
12. Hòn Nếu 19°19′08″B 105°54′35″Đ / 19,31884°B 105,90965°Đ

### Nghệ An
1. Đảo Lan Châu 18°49′14″B 105°43′21″Đ / 18,820585°B 105,722372°Đ, ven bờ, không phải đảo thật sự
2. Hòn Ngư 18°48′05″B 105°46′43″Đ / 18,801447°B 105,778521°Đ
3. Cồn Khơi 18°50′34″B 105°45′44″Đ / 18,842717°B 105,762293°Đ
4. Cồn Lộng 18°49′55″B 105°43′34″Đ / 18,831935°B 105,726004°Đ
5. Hòn Mắt (h. Tuần, hòn Truan) 18°47′48″B 105°57′40″Đ / 18,796584°B 105,961187°Đ
6. Hòn Mắt Con 18°47′38″B 105°58′49″Đ / 18,79396°B 105,980231°Đ

- Hòn Chó
- Hòn Sục hay đảo Sụp, hòn Sụp
- Cồn Niêu
- Hòn Mạn

### Hà Tĩnh
1. Đảo Sơn Dương 18°06′09″B 106°27′34″Đ / 18,10242°B 106,4594°Đ
2. Hòn Hải Đăng (Hòn Én) 18°18′34″B 106°09′53″Đ / 18,30946°B 106,16473°Đ
3. Hòn Lạp 18°46′05″B 105°49′51″Đ / 18,76818°B 105,83083°Đ
4. Hòn Nồm 18°44′49″B 105°50′31″Đ / 18,74705°B 105,84184°Đ
5. Hòn Môồng 18°18′30″B 106°10′10″Đ / 18,3084°B 106,16933°Đ
6. Hòn Oản (h. Vụng Oản, h. Búc, h. Bấc, h. Bớt, h. Bơớc, h. Oán) 18°16′50″B 106°07′00″Đ / 18,28053°B 106,11674°Đ
7. Hòn Chim 18°06′59″B 106°29′21″Đ / 18,11638°B 106,48913°Đ
8. Cồn Voi 17°59′51″B 106°28′19″Đ / 17,99749°B 106,47194°Đ

- Hòn Chóp Mẹ
- Hòn Chóp Con

### Quảng Bình
1. Hòn Cỏ 17°56′34″B 106°31′22″Đ / 17,94288°B 106,52264°Đ
2. Hòn La 17°56′07″B 106°31′56″Đ / 17,93518°B 106,53213°Đ
3. Hòn Ông (h. Gió, h. Chim) 17°54′46″B 106°40′21″Đ / 17,91276°B 106,67249°Đ
4. Hòn Vũng Chùa 17°54′37″B 106°29′42″Đ / 17,91039°B 106,49493°Đ
5. Hòn Sước 17°52′38″B 106°28′12″Đ / 17,87722°B 106,47006°Đ

- Hòn Chùa
- Hòn Núc

### Quảng Trị
- Đảo Cồn Cỏ 17°09′35″B 107°20′19″Đ / 17,15967°B 107,33865°Đ

## Từ Thành Phố Huế tới Ninh Thuận

### Đà Nẵng
Quần đảo Hoàng Sa
Hòn Sơn Chà, tức Hòn Chảo, cù lao Hàn 16°13′03″B 108°12′19″Đ / 16,21749°B 108,20515°Đ

### Quảng Nam
1. Quần đảo Cù lao Chàm (h.Lao) 15°56′55″B 108°31′24″Đ / 15,94872°B 108,5233°Đ
2. Hòn Cô (h.Khô Mẹ) 15°58′23″B 108°25′16″Đ / 15,97301°B 108,42108°Đ
3. Hòn Cu 15°58′22″B 108°24′56″Đ / 15,9729°B 108,41563°Đ
4. Hòn Lá 15°58′22″B 108°26′49″Đ / 15,97273°B 108,44687°Đ
5. Hòn Nhàn 15°58′07″B 108°30′38″Đ / 15,9687°B 108,51066°Đ
6. Hòn Giai (h.Dài) 15°56′32″B 108°28′47″Đ / 15,94233°B 108,47968°Đ
7. Hòn Mồ 15°55′53″B 108°28′25″Đ / 15,9314°B 108,47375°Đ
8. Hòn Tai 15°54′25″B 108°32′08″Đ / 15,90685°B 108,53543°Đ
9. Hòn Ông 15°48′49″B 108°41′32″Đ / 15,81357°B 108,6921°Đ
10. Hòn Dừa 15°30′02″B 108°41′16″Đ / 15,50065°B 108,68782°Đ

### Quảng Ngãi
1. Đảo Lý Sơn (Cù lao Ré) 15°22′40″B 109°07′13″Đ / 15,37771°B 109,12028°Đ
2. Cù lao Bờ Bãi 15°25′41″B 109°04′58″Đ / 15,42799°B 109,08288°Đ
3. Hòn Ông 15°23′33″B 108°46′12″Đ / 15,39247°B 108,76999°Đ
4. Hòn Lũy 15°23′32″B 108°46′53″Đ / 15,39234°B 108,7813°Đ
5. Hòn Đình 15°23′25″B 108°46′41″Đ / 15,3903°B 108,77802°Đ
6. Hòn Trà 15°23′20″B 108°46′28″Đ / 15,38893°B 108,77452°Đ
7. Hòn Bà (Quảng Ngãi) 15°23′15″B 108°46′27″Đ / 15,38752°B 108,77425°Đ
8. Hòn Ông 15°15′12″B 108°55′51″Đ / 15,25323°B 108,93096°Đ
9. Hòn Ao 15°14′59″B 108°56′09″Đ / 15,24961°B 108,93585°Đ
10. Hòn Bồng Than 15°11′35″B 108°57′10″Đ / 15,19293°B 108,95286°Đ

### Bình Định
1. Hòn Con Rùa (h. Tranh) 14°21′44″B 109°11′08″Đ / 14,36225°B 109,18569°Đ
2. Hòn Nhàn 14°15′07″B 109°12′27″Đ / 14,25191°B 109,20756°Đ
3. Hòn Tranh 14°13′56″B 109°11′59″Đ / 14,23235°B 109,19984°Đ
4. Hòn Con Trâu 14°08′17″B 109°17′31″Đ / 14,13794°B 109,29194°Đ
5. Hòn Dựng 13°57′52″B 109°15′25″Đ / 13,96442°B 109,25686°Đ
6. Hòn Ông Cơ 13°54′06″B 109°18′57″Đ / 13,90174°B 109,31578°Đ
7. Hòn Ông Căn 13°54′02″B 109°20′59″Đ / 13,90056°B 109,34962°Đ
8. Hòn Cân 13°53′53″B 109°20′44″Đ / 13,8981°B 109,34568°Đ
9. Hòn Nghiêm Kinh Chiểu 13°52′49″B 109°18′05″Đ / 13,88015°B 109,3015°Đ
10. Hòn Khô 13°45′50″B 109°17′51″Đ / 13,7639°B 109,29748°Đ
11. Hòn Ngang 13°41′02″B 109°14′16″Đ / 13,68392°B 109,23781°Đ
12. Hòn Đất 13°40′51″B 109°15′03″Đ / 13,68079°B 109,25085°Đ

- Hòn Sẹo
- Hòn Nước (hay Hòn Đụn hoặc Đảo Đồn)

### Phú Yên
1. Hòn Rớ 13°40′06″B 109°14′15″Đ / 13,66847°B 109,23759°Đ
2. Cù lao Xanh 13°37′03″B 109°20′51″Đ / 13,61756°B 109,34761°Đ
3. Hòn Chớp Tròn 13°35′37″B 109°22′05″Đ / 13,59356°B 109,36814°Đ
4. Hòn Khô 13°34′45″B 109°17′06″Đ / 13,57919°B 109,28509°Đ
5. Cù lao Ông Xá 13°23′47″B 109°14′31″Đ / 13,39632°B 109,24193°Đ
6. Hòn Yến 13°22′52″B 109°16′45″Đ / 13,38107°B 109,27912°Đ
7. Cù lao Mái Nhà 13°16′50″B 109°19′58″Đ / 13,28042°B 109,33267°Đ
8. Hòn Yến 13°13′36″B 109°18′25″Đ / 13,22668°B 109,30687°Đ
9. Hòn Chùa 13°10′37″B 109°18′33″Đ / 13,17691°B 109,3093°Đ
10. Hòn Than 13°10′20″B 109°19′06″Đ / 13,17235°B 109,31822°Đ
11. Hòn Dừa 13°10′08″B 109°19′15″Đ / 13,16875°B 109,32071°Đ
12. Hòn Cồ 12°58′17″B 109°26′21″Đ / 12,97134°B 109,43924°Đ
13. Hòn Một 13°28′52″B 109°14′52″Đ / 13,48098°B 109,24789°Đ
14. Nhất Tự Sơn (Hòn Còng) 13°25′11″B 109°13′38″Đ / 13,41979°B 109,22718°Đ

- Hòn Mù U
- Hòn Sụn

### Khánh Hòa
- Quần đảo Trường Sa

Huyện Vạn Ninh
1. Hòn Nưa 12°49′48″B 109°23′27″Đ / 12,83005°B 109,39096°Đ
2. Hòn Giôm 12°48′53″B 109°21′48″Đ / 12,81477°B 109,36344°Đ
3. Hòn Trâu 12°45′15″B 109°20′35″Đ / 12,75423°B 109,34314°Đ
4. Hòn Cổ 12°45′01″B 109°18′13″Đ / 12,75038°B 109,30356°Đ
5. Hòn Mao 12°44′23″B 109°19′45″Đ / 12,73979°B 109,3293°Đ
6. Hòn Một 12°43′51″B 109°19′10″Đ / 12,73075°B 109,31938°Đ
7. Hòn Bịp 12°43′04″B 109°18′01″Đ / 12,71766°B 109,30041°Đ
8. Hòn Trì 12°42′22″B 109°22′00″Đ / 12,70606°B 109,36664°Đ
9. Hòn Á 12°42′19″B 109°17′19″Đ / 12,70529°B 109,28859°Đ
10. Hòn Đuốc 12°41′54″B 109°16′54″Đ / 12,69836°B 109,28156°Đ
11. Hòn Vung 12°40′40″B 109°15′44″Đ / 12,67784°B 109,26211°Đ
12. Hòn Khô 12°39′30″B 109°24′08″Đ / 12,6583°B 109,40233°Đ
13. Hòn Đôi 12°39′14″B 109°27′58″Đ / 12,65386°B 109,46601°Đ
14. Hòn Ông 12°39′05″B 109°23′39″Đ / 12,65133°B 109,39413°Đ
15. Hòn Sẵng 12°38′50″B 109°20′31″Đ / 12,64718°B 109,34195°Đ
16. Hòn Đỏ 12°38′45″B 109°22′28″Đ / 12,64571°B 109,37431°Đ
17. Hòn Kê 12°38′37″B 109°18′56″Đ / 12,64369°B 109,31569°Đ
18. Hòn Khô 12°38′25″B 109°19′22″Đ / 12,6403°B 109,3227°Đ
19. Hòn Mài 12°38′17″B 109°17′34″Đ / 12,63796°B 109,29278°Đ
20. Hòn Đụng 12°38′14″B 109°18′23″Đ / 12,63734°B 109,30642°Đ
21. Hòn Me 12°38′09″B 109°17′57″Đ / 12,63577°B 109,29927°Đ
22. Hòn Khô 12°37′14″B 109°26′10″Đ / 12,62043°B 109,43603°Đ
23. Hòn Lớn (Vạn Ninh) 12°36′10″B 109°21′54″Đ / 12,60276°B 109,36491°Đ
24. Hòn Thâm 12°35′55″B 109°18′10″Đ / 12,59873°B 109,30264°Đ
25. Hòn Khô Tran 12°35′48″B 109°26′47″Đ / 12,5966°B 109,4465°Đ
26. Hòn Đen 12°34′31″B 109°26′25″Đ / 12,5752°B 109,4403°Đ
27. Hòn Trâu Nằm 12°33′55″B 109°27′43″Đ / 12,56532°B 109,46187°Đ
28. Hòn Tai 12°32′53″B 109°23′28″Đ / 12,54816°B 109,39111°Đ

Huyện Ninh Hòa
1. Hòn Theo 12°29′38″B 109°19′36″Đ / 12,494°B 109,32662°Đ
2. Hòn Mỹ Giang 12°29′25″B 109°17′54″Đ / 12,49039°B 109,29822°Đ
3. Hòn Đỏ 12°28′59″B 109°21′09″Đ / 12,48309°B 109,35237°Đ
4. Hòn Lửa (h.Cứt Chim) 12°28′40″B 109°22′26″Đ / 12,47782°B 109,37389°Đ
5. Hòn Khô 12°28′37″B 109°18′16″Đ / 12,47684°B 109,30447°Đ
6. Hòn Cóc 12°24′43″B 109°10′21″Đ / 12,41197°B 109,17244°Đ
7. Hòn Cò 12°24′26″B 109°10′19″Đ / 12,40709°B 109,17194°Đ
8. Hòn Lăng 12°24′10″B 109°13′02″Đ / 12,40266°B 109,21713°Đ
9. Hòn Nứa 12°24′08″B 109°12′07″Đ / 12,4021°B 109,20191°Đ
10. Hòn Giữa 12°24′01″B 109°13′19″Đ / 12,40039°B 109,22185°Đ
11. Hòn Thị 12°23′25″B 109°13′52″Đ / 12,3903°B 109,23101°Đ
12. Hòn Sầm 12°23′10″B 109°13′00″Đ / 12,38618°B 109,2168°Đ
13. Hòn Chà Là 12°21′39″B 109°22′30″Đ / 12,36078°B 109,37495°Đ
14. Hòn Bạc 12°20′17″B 109°18′55″Đ / 12,33797°B 109,31522°Đ

Thành phố Nha Trang
1. Hòn Lao (Đảo Khỉ) 12°21′37″B 109°12′50″Đ / 12,36018°B 109,21386°Đ
2. Hòn Rùa 12°17′23″B 109°14′32″Đ / 12,28967°B 109,24235°Đ
3. Hòn Câu 12°16′57″B 109°22′04″Đ / 12,28259°B 109,36783°Đ
4. Hòn Dung 12°16′13″B 109°21′34″Đ / 12,27017°B 109,35943°Đ
5. Cù lao Thượng (h.Đỏ) 12°16′02″B 109°12′26″Đ / 12,26735°B 109,20714°Đ
6. Hòn Đá Chữ 12°15′43″B 109°12′08″Đ / 12,26198°B 109,2022°Đ
7. Hòn Tre (h.Lớn) 12°12′46″B 109°17′11″Đ / 12,21264°B 109,28642°Đ
8. Hòn Miểu 12°11′23″B 109°13′25″Đ / 12,18984°B 109,22374°Đ
9. Hòn Một 12°10′39″B 109°16′17″Đ / 12,17737°B 109,27129°Đ
10. Hòn Tằm 12°10′35″B 109°14′30″Đ / 12,17647°B 109,2417°Đ
11. Hòn Mun 12°10′06″B 109°18′03″Đ / 12,16823°B 109,30076°Đ

Cam Ranh
1. Đảo Bình Ba 11°50′14″B 109°14′06″Đ / 11,83727°B 109,23494°Đ
2. Đảo Bình Hưng (h.Tý) 11°46′45″B 109°13′01″Đ / 11,77904°B 109,21702°Đ
3. Hòn Nội 12°02′21″B 109°19′20″Đ / 12,03924°B 109,32213°Đ
4. Hòn Ngoại 12°00′20″B 109°19′15″Đ / 12,00557°B 109,32082°Đ
5. Hòn Tai (Cam Ranh) 11°53′58″B 109°16′06″Đ / 11,89935°B 109,26827°Đ
6. Hòn Xây 11°51′49″B 109°14′20″Đ / 11,86348°B 109,23888°Đ
7. Hòn Giảng 11°51′45″B 109°16′17″Đ / 11,86258°B 109,27149°Đ
8. Hòn Khô 11°50′23″B 109°10′48″Đ / 11,83961°B 109,18008°Đ
9. Hòn Mũi 11°49′01″B 109°12′01″Đ / 11,81702°B 109,20039°Đ
10. Hòn Trứng 11°47′28″B 109°12′23″Đ / 11,79107°B 109,2065°Đ
11. Hòn Sam 11°46′13″B 109°13′22″Đ / 11,77026°B 109,22286°Đ

### Ninh Thuận
1. Hòn Cột Buồm 11°43′19″B 109°13′36″Đ / 11,72181°B 109,22663°Đ
2. Hòn Tai (Ninh Hải) 11°42′58″B 109°13′10″Đ / 11,71617°B 109,21948°Đ
3. Hòn Đeo 11°38′59″B 109°10′29″Đ / 11,64981°B 109,17486°Đ
4. Hòn Lìu 11°34′57″B 109°08′08″Đ / 11,58239°B 109,13542°Đ
5. Hòn Chông 11°34′51″B 109°08′41″Đ / 11,58086°B 109,14481°Đ
6. Hòn Đỏ 11°33′58″B 109°07′48″Đ / 11,56622°B 109,12997°Đ

## Từ Bình Thuận tới Cà Mau

### Bình Thuận
- Quần đảo Phú Quý
  - Đảo Phú Quý 10°31′32″B 108°56′36″Đ / 10,52547°B 108,94347°Đ
  - Hòn Tranh 10°29′30″B 108°58′00″Đ / 10,49176°B 108,9668°Đ
- Hòn Câu hay Cù lao Câu 11°13′33″B 108°49′39″Đ / 11,22586°B 108,82755°Đ
- Hòn Lao hay Hòn Ghềnh 10°54′36″B 108°18′02″Đ / 10,91003°B 108,30044°Đ
- Hòn Bà (Bình Thuận) hay đảo Kê Gà 10°41′45″B 107°59′32″Đ / 10,69573°B 107,99225°Đ
- Hòn Nghề 11°01′31″B 108°22′13″Đ / 11,02536°B 108,3703°Đ

### Bà Rịa - Vũng Tàu
- Trong vịnh Gành Rái:
  - Đảo Gò Găng, là cồn sông.
  - Bãi Ngựa 10°24′45″B 107°06′04″Đ / 10,412488°B 107,101052°Đ
  - Cù lao Tào 10°23′47″B 107°05′48″Đ / 10,39625°B 107,096694°Đ
- Hòn Bà (Vũng Tàu) 10°19′26″B 107°05′21″Đ / 10,32379°B 107,08916°Đ
- Quần đảo Côn Đảo
  - Cụm đảo Hòn Trứng
    - Hòn Trứng Lớn
    - Hòn Trứng Nhỏ

### Thành phố Hồ Chí Minh
- Đảo Thạnh An

### Tiền Giang
- Cồn Ngang 10°12′55″B 106°47′36″Đ / 10,21523°B 106,793206°Đ

### Trà Vinh
- Cồn Nghêu 10°10′15″B 106°49′38″Đ / 10,170959°B 106,827336°Đ

## Vịnh Thái Lan

### Cà Mau
- Quần đảo Hòn Khoai 8°26′08″B 104°49′59″Đ / 8,435454°B 104,833017°Đ
  - Hòn Rùa 8°25′14″B 104°51′44″Đ / 8,420606°B 104,862219°Đ
  - Hòn Sao 8°24′57″B 104°51′05″Đ / 8,415943°B 104,851404°Đ
  - Hòn Đá Lẻ 8°22′44″B 104°52′25″Đ / 8,378885°B 104,873658°Đ
- Hòn Chuối 8°57′03″B 104°31′32″Đ / 8,950845°B 104,525509°Đ
- Hòn Đá Bạc 9°10′45″B 104°48′01″Đ / 9,179166°B 104,800278°Đ
- Hòn Buông 8°52′54″B 104°33′46″Đ / 8,881651°B 104,562823°Đ

### Kiên Giang
- Đảo Phú Quốc
  - Hòn Một
  - Hòn Móng Tay (Cửa Cạn, Phú Quốc)
- Hòn Bần hay Hòn Bàng
- Hòn Thầy Bói
- Hòn Đồi Mồi 10°19′24″B 103°50′21″Đ / 10,323207°B 103,839107°Đ
- Hòn Nghệ (hòn Minh Hòa) 10°01′39″B 104°33′11″Đ / 10,027486°B 104,553103°Đ
- Hòn Tre, Kiên Hải 9°58′02″B 104°50′20″Đ / 9,96723°B 104,83886°Đ
- Hòn Rái (hòn Sơn), xã Lại Sơn 9°48′13″B 104°38′20″Đ / 9,803505°B 104,638927°Đ
- Quần đảo An Thới
  - Hòn Móng Tay (An Thới)
- Quần đảo Hà Tiên hay quần đảo Hải Tặc
- Quần đảo Bà Lụa 10°08′11″B 104°31′38″Đ / 10,1364°B 104,5271°Đ
- Quần đảo Nam Du 9°40′48″B 104°21′06″Đ / 9,6801°B 104,35158°Đ
- Quần đảo Thổ Chu
- Hòn Quéo, chỉ là mỏm đá sát biển.

## Quần đảo Hoàng Sa
Ghi chú: liệt kê cả rạn san hô ("đá", "bãi", "bãi cạn") và bãi ngầm ("bãi", "bãi ngầm")
- Đảo Ba Ba
- Đảo Bạch Quy
- Đảo Bắc
- Đảo Cây
- Đảo Duy Mộng
- Đảo Đá
- Đảo Hoàng Sa
- Đảo Hữu Nhật
- Đảo Linh Côn
- Đảo Lưỡi Liềm
- Đảo Nam
- Đảo Ốc Hoa
- Đảo Phú Lâm
- Đảo Quang Ảnh
- Đảo Quang Hòa
- Đảo Tri Tôn
- Đảo Trung
- Cồn cát Bắc
- Cồn cát Nam
- Cồn cát Tây
- Cồn cát Trung
- Hòn Tháp
- Đá Bắc
- Đá Bông Bay
- Đá Chim Én
- Đá Hải Sâm
- Đá Lồi
- Đá Sơn Kỳ
- Đá Trà Tây
- Đá Trương Nghĩa
- Bãi Châu Nhai
- Bãi Đèn Pha
- Bãi Gò Nổi
- Bãi Ngự Bình
- Bãi Ốc Tai Voi
- Bãi Quảng Nghĩa
- Bãi Thủy Tề
- Bãi Xà Cừ

## Quần đảo Trường Sa
Ghi chú: liệt kê cả rạn san hô ("đá", "bãi", "bãi cạn") và bãi ngầm ("bãi", "bãi ngầm")
Quần đảo Trường Sa được chia làm tám cụm (xem chi tiết về phân cụm tại đây) với danh sách chưa đầy đủ như sau:
Song Tử
- Đảo Song Tử Đông
- Đảo Song Tử Tây
- Đá Bắc
- Đá Nam
- Bãi Đinh Ba
- Bãi Núi Cầu

Thị Tứ
- Đảo Thị Tứ
- Đá Cá Nhám
- Đá Cái Vung
- Đá Hoài Ân
- Đá Trâm Đức
- Đá Tri Lễ
- Đá Vĩnh Hảo
- Đá Xu Bi

Loại Ta
- Đảo Bến Lạc
- Đảo Loại Ta
- Đảo Loại Ta Tây
- Đá An Lão
- Đá An Nhơn
- Đá An Nhơn Bắc
- Đá An Nhơn Nam
- Đá Sa Huỳnh
- Đá Tân Châu
- Bãi Đường
- Bãi Loại Ta Nam

Nam Yết
- Đảo Ba Bình
- Đảo Nam Yết
- Đảo Sơn Ca
- Đá Chữ Thập
- Đá Đền Cây Cỏ
- Đá Én Đất
- Đá Ga Ven
- Đá Lạc
- Đá Lớn
- Đá Nhỏ
- Đá Núi Thị
- Bãi/Đá Bàn Than

Sinh Tồn
- Đảo Sinh Tồn
- Đảo Sinh Tồn Đông
- Đá An Bình
- Đá Ba Đầu
- Đá Bãi Khung
- Đá Bia
- Đá Bình Khê
- Đá Bình Sơn
- Đá Cô Lin
- Đá Đức Hòa
- Đá Gạc Ma
- Đá Ken Nan
- Đá Len Đao
- Đá Nghĩa Hành
- Đá Nhạn Gia
- Đá Ninh Hòa
- Đá Phúc Sĩ
- Đá Sơn Hà
- Đá Tam Trung
- Đá Tư Nghĩa
- Đá Trà Khúc
- Đá Văn Nguyên
- Đá Vị Khê

Trường Sa
- Đảo Trường Sa
- Đảo Trường Sa Đông
- Đảo Phan Vinh
- Đá Châu Viên
- Đá Đông
- Đá Lát
- Đá Núi Cô
- Đá Núi Le
- Đá Núi Mon
- Đá Tây
- Đá Tiên Nữ
- Đá Tốc Tan
- Bãi ngầm Chim Biển
- Bãi ngầm Mỹ Hải
- Bãi ngầm Nguyệt Sương/Xương

Thám Hiểm (An Bang)
- Đảo An Bang
- Đá Công Đo
- Đá Én Ca
- Đá Hoa Lau
- Đá Kỳ Vân
- Bãi Kiêu Ngựa và đá Kiêu Ngựa
- Đá Sác Lốt
- Đá Suối Cát
- Đá Thanh Kỳ
- Đá/bãi Thuyền Chài (gồm cả đá Hà Tần)
- Bãi Phù Mỹ
- Bãi Thám Hiểm (đá Gia Hội, đá Gia Phú và đá Sâu)
- Bãi Trăng Khuyết
- Bãi ngầm Ngũ Phụng
- Bãi ngầm Tam Thanh
- Bãi ngầm Khánh Hội

Bình Nguyên
- Đảo Bình Nguyên
- Đảo Vĩnh Viễn
- Đá Bồ Đề
- Đá Cỏ My
- Đá Ba Cờ
- Đá Chà Và
- Đá Gò Già
- Đá Hợp Kim
- Đá Khúc Giác
- Đá Long Điền
- Đá Long Hải (không chắc thuộc cụm này)
- Đá Lục Giang (không chắc thuộc cụm này)
- Đá Mỏ Vịt
- Đá Phật Tự
- Đá Suối Ngọc
- Đá Tây Nam
- Đá Trung Lễ
- Đá Vành Khăn
- Đá Vĩnh Hợp
- Đá Vĩnh Tường
- Bãi Cái Mép
- Bãi Cỏ Mây
- Bãi Cỏ Rong
- Bãi Đá Bắc
- Bãi Đồ Bàn
- Bãi Đồi Mồi
- Bãi Đồng Cam
- Bãi Đồng Giữa
- Bãi Đồng Thạnh
- Bãi Hải Sâm (gồm đá Triêm Đức, đá Ninh Cơ, đá Hội Đức, đá Định Tường và đá Hoa)
- Bãi Hải Yến
- Bãi Hữu Độ
- Bãi Na Khoai
- Bãi Nam
- Bãi Ôn Thủy
- Bãi Rạch Lấp
- Bãi Rạch Vang
- Bãi Sa Bin
- Bãi Suối Ngà
- Bãi Thạch Sa
- Bãi Tổ Muỗi
- Bãi Vĩnh Tuy

## Khác

### Các bãi ngầm ngoài khơi Nam Bộ
Giữa bờ biển Nam Bộ và quần đảo Trường Sa
- Bãi Cảnh Dương
- Bãi Đông Sơn
- Bãi Huyền Trân
- Bãi Phúc Nguyên
- Bãi Phúc Tần
- Bãi Quế Đường
- Bãi Thanh Long
- Bãi Tư Chính
- Bãi Vũng Mây (gồm có đá Ba Kè, bãi Đất, bãi Kim Phụng, bãi Đại Nội, bãi Đinh, bãi Ngự Bình)

Trong vịnh Thái Lan
- Bãi Cà Mau